# Периану, Овидиу
Ови́диу Иоа́н Периа́ну (рум. Ovidiu Ioan Perianu; 16 апреля 2002, Бырлад) — румынский футболист, полузащитник клуба «Стяуа», выступающий на правах аренды за клуб «Униря Слобозия».

## Клубная карьера
Овидиу Иоан Периану родился 16 апреля 2002 года в городе Бырлад. Он начал заниматься футболом с раннего возраста и прошёл академию клуба «Стяуа», одного из самых титулованных клубов страны. Дебют в основной команде состоялся 25 июля 2019 года в матче квалификации Лиги Европы против армянского «Алашкерта». Свой первый матч в чемпионате Румынии Периану провёл 11 августа того же года, выйдя на поле в поединке против «Волунтари».
В последующие сезоны игрок периодически появлялся на поле в составе «Стяуа», однако для получения игровой практики его стали отправлять в аренду. В сезоне 2022/23 он выступал за «Ботошани», проведя 12 матчей. В начале 2023 года стал игроком Киндии Тырговиште, где сыграл ещё 9 матчей в Лиге I.
Сезон 2023/24 Периану начал в составе Университати Клуж", однако быстро перешёл в «Глорию Бузэу», где провёл результативную половину сезона — 14 матчей и 3 забитых мяча во Второй лиге Румынии.
Летом 2024 года полузащитник на правах аренды пополнил состав клуба Униря Слобозия, выступающего в Лиге I. В первом же сезоне стал ключевым игроком команды.

## Карьера в сборной
Овидиу Периану регулярно вызывался в сборные Румынии различных возрастов. С 2018 года он начал выступать за команду до 17 лет, а затем последовательно прошёл все уровни: U18 и U20.
В 2021 году был включён в состав олимпийской сборной Румынии и принял участие в двух матчах на Олимпийских играх в Токио.
5 июня 2025 года был включен в окончательную заявку молодёжной сборной на молодёжный чемпионат Европы 2025.